# Birger Furugård
Birger Furugård, né le 8 décembre 1887 à Silbodal et mort le 4 décembre 1961 à Nyed, est un vétérinaire et un homme politique d'extrême droite suédois.

## Biographie
Originaire de la province du Värmland, Birger Lundin est le quatrième fils de l'officier municipal Johan Peter Lundin. Il entre à l'université de Lund à l'automne 1911. L'un de ses professeurs, le socialiste Bengt Lidforss (en), l'influence tout particulièrement, et suscite son intérêt pour le concept de national-socialisme. Il est également inspiré par les théories raciales de Houston Stewart Chamberlain.
Dans les années 1920, Furugård entre en contact avec l'un des proches d'Adolf Hitler, le poète Dietrich Eckart, et se nourrit des idées racialistes et antisémites de Hans Günther et Theodor Fritsch. Le 12 août 1924, Birger et ses frères Gunnar et Sigurd annoncent la création de l'Association nationale-socialiste suédoise pour la liberté (Svenska Nationalsocialistiska Frihetsförbundet, S.N.F.f.), qui devient en 1926 le Parti national-socialiste des paysans et travailleurs de Suède (Svenska Nationalsocialistiska Bonde- och Arbetarpartiet, SNBA). Le faible écho remporté par ce parti entraîne sa fusion en octobre 1930 avec le Parti national-socialiste populaire (Nationalsocialistiska folkpartiet) de Sven Olov Lindholm et l'Association pour le renouveau du peuple suédois (Nysvenska folkförbundet) de Stig Bille, afin de former l'Association de la nouvelle Suède nationale-socialiste (Nysvenska Nationalsocialistiska Förbundet, NNSF), rebaptisée Parti national-socialiste suédois (Svenska nationalsocialistiska partiet, SNSP) dès l'année suivante. Furugård devient le président du nouveau parti, tandis que Lindholm occupe les postes de secrétaire et de rédacteur en chef de son organe de presse, Vår Kamp (« Notre combat »).
Aux élections législatives de 1932, le SNSP obtient plus de 15 000 voix (environ 0,6 %). Malgré la sécession de Lindholm l'année suivante, qui part fonder le Parti national-socialiste des travailleurs (Nationalsocialistiska Arbetarepartiet, NSAP), le SNSP participe aux élections municipales de 1934-1935 et rassemble plus de 11 000 voix, correspondant à plus de 80 sièges dans diverses municipalités du pays. Le parti réalise ses meilleurs résultats à Göteborg (5,7 %) et dans le Värmland (2,9 %). À son apogée, il compte plus de 10 000 membres répartis dans 132 sections locales, dont 1 700 rien qu'à Stockholm, et possède une organisation de femmes et une pour la jeunesse.
Malgré l'alliance avec le Bloc national-socialiste (en) (Nationalsocialistiska blocket, NSB), les élections législatives de 1936 sont catastrophiques pour le SNSP, qui recueille à peine 0,1 % des voix (3 025 votes). Après cette débâcle, Furugård décide de dissoudre le parti et se retire de la vie politique.